# Arquidiócesis de Košice
La arquidiócesis de Košice (en latín: Archidioecesis Cassovien(sis) y en eslovaco: Košická arcidiecéza) es una circunscripción eclesiástica latina de la Iglesia católica en Eslovaquia, sede metropolitana de la provincia eclesiástica de Košice. La arquidiócesis tiene al arzobispo Bernard Bober como su ordinario desde el 4 de junio de 2010. 

## Territorio y organización

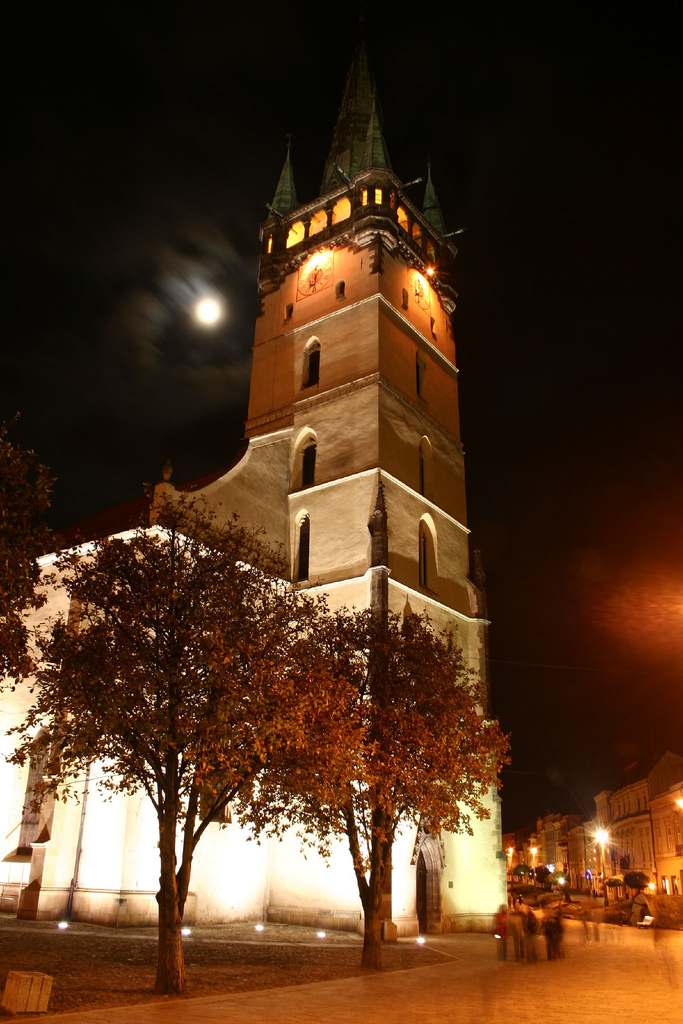
Concatedral de San Nicolás, Prešov

La arquidiócesis tiene 10 430 km² y extiende su jurisdicción sobre los fieles católicos de rito latino residentes en las regiones de Košice y Prešov, excepto los distritos de Gelnica, Kežmarok, Levoča, Poprad, Rožňava, Spišská Nová Ves, así como la parte occidental del distrito de Stará Ľubovňa.
La sede de la arquidiócesis se encuentra en la ciudad de Košice, en donde se halla la Catedral de Santa Isabel de Hungría. En Prešov se encuentra la Concatedral de San Nicolás.
En 2019 en la arquidiócesis existían 219 parroquias.
La arquidiócesis tiene como sufragáneas a las diócesis de Rožňava y Spiš.

## Historia

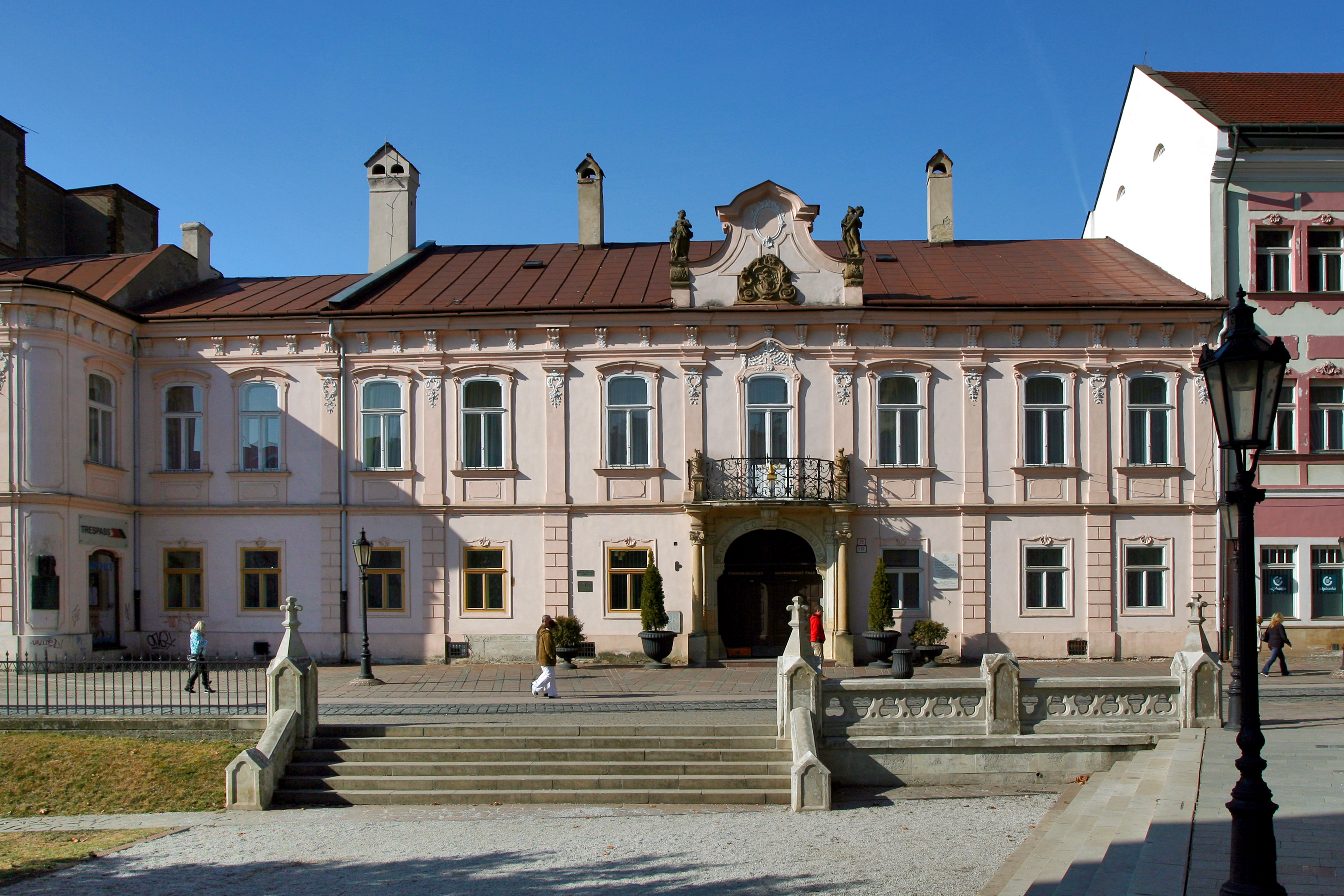
Palacio arzobispal de Košice

La diócesis de Košice fue erigida el 9 de agosto de 1804 con la bula In universa gregis del papa Pío VII, obteniendo el territorio de la arquidiócesis de Eger, de la que originalmente era sufragánea. En el mismo año se inauguró el seminario episcopal.
Hacia mediados del siglo XIX había en la diócesis 260 000 católicos de rito latino y 110 000 de rito bizantino, 20 000 luteranos, 80 000 calvinistas y 55 000 judíos. Los católicos de rito latino estaban divididos en 194 parroquias, atendidos por 276 sacerdotes diocesanos y agrupados en 3 arcedianatos.
En el consistorio del 25 de junio de 1877 en el que el papa Pío IX nombró a Konštantín Schuster obispo de Košice, la diócesis fue descrita como una de las principales del Reino de Hungría, surgiendo la ciudad de una agradable llanura rodeada de colinas con viñedos. La ciudad tenía 1000 casas con 20 000 habitantes, casi todos católicos. Tenía un capítulo con siete canónigos, incluidas cuatro dignidades, pero no había prebendas para el teólogo y el penitenciario. La catedral era la única parroquia de la ciudad, en la que no había cofradías, pero había dos monasterios masculinos y uno femenino, había dos hospitales, una casa de empeño y el seminario. En la diócesis, que era bastante grande, había casi 200 parroquias.
Al final de la Primera Guerra Mundial en 1918 y tras el desmembramiento del Imperio austrohúngaro, la diócesis se encontró dividida entre dos estados: 156 parroquias en Checoslovaquia y 49 parroquias en Hungría. A la muerte del obispo Augustín Fischer-Colbrie en 1925, la Santa Sede nombró a Jozef Čársky, obispo titular de Tagora, como administrador apostólico de la diócesis.
El 2 de septiembre de 1937, debido a la bula Ad ecclesiastici del papa Pío XI, Košice se convirtió en una diócesis inmediatamente sujeta a la Santa Sede. La parte de su territorio que cayó bajo territorio húngaro fue erigida en administración apostólica, con sede en Szikszó, encomendada al arzobispo de Estrigonia Jusztinián György Serédi.
Tras el Primer arbitraje de Viena el 2 de noviembre de 1938 y los cambios en las fronteras políticas entre Checoslovaquia y Hungría, la diócesis de Košice se encontró casi en su totalidad en territorio húngaro. El 19 de julio de 1939 con la bula Dioecesium fines del papa Pío XII se suprimió la administración apostólica de Szikszó y sus parroquias se reintegraron a la diócesis, que volvió a ser sufragánea de la arquidiócesis de Eger. Después de 14 años se nombró un nuevo obispo, Stefan Madarász, de etnia húngara, nombrado el 19 de julio de 1939. Se erigió una nueva administración apostólica para las pocas parroquias que quedaban en territorio eslovaco, con sede en Prešov, de la que Jozef Čársky siguió siendo administrador.
Al final de la Segunda Guerra Mundial en 1945 se restablecieron las fronteras anteriores a 1938 y la diócesis se encontró reconstituida en territorio checoslovaco, a excepción de las parroquias que permanecieron en territorio húngaro. Las 13 parroquias de la diócesis de Satu Mare que estaban ubicadas en territorio checoslovaco fueron entregadas a la diócesis. Stefan Madarász continuó ostentando el título de obispo de Košice hasta su muerte en 1948, pero de hecho la diócesis fue administrada por Jozef Čársky, como lo era antes de 1938.
El 30 de diciembre de 1977 en virtud de la bula Praescriptionum sacrosancti del papa Pablo VI incorporó formalmente a su territorio las parroquias checoslovacas de la diócesis de Satu Mare, y al mismo tiempo pasó a formar parte de la provincia eclesiástica de la arquidiócesis de Trnava.
En 1982 cedió las parroquias en el territorio húngaro de la arquidiócesis de Eger.
Con el fin del régimen comunista, después de 32 años de vacante, fue posible nombrar un nuevo obispo, en la persona de Alojz Tkác, el 14 de febrero de 1990.
El 31 de marzo de 1995, con la reorganización de las circunscripciones eclesiásticas eslovacas, la diócesis fue elevada al rango de arquidiócesis metropolitana con la bula Pastorali quidem permoti del papa Juan Pablo II.

## Estadísticas
De acuerdo al Anuario Pontificio 2020 la arquidiócesis tenía a fines de 2019 un total de 677 600 fieles bautizados.
| Año                                                                             | Población            | Población | Población      | Sacerdotes | Sacerdotes    | Sacerdotes    | Bautizados por sacerdote | Diáconos permanentes | Religiosos | Religiosos | Parroquias |
| Año                                                                             | Bautizados católicos | Total     | % de católicos | Total      | Clero secular | Clero regular | Bautizados por sacerdote | Diáconos permanentes | Varones    | Mujeres    | Parroquias |
| ------------------------------------------------------------------------------- | -------------------- | --------- | -------------- | ---------- | ------------- | ------------- | ------------------------ | -------------------- | ---------- | ---------- | ---------- |
| 1948                                                                            | 292 681              | 570 430   | 51.3           | 277        | 240           | 37            | 1056                     |                      | 54         | 490        | 166        |
| 1969                                                                            | 549 158              | 785 949   | 69.9           | 203        | 203           |               | 2705                     |                      |            |            | 174        |
| 1980                                                                            | 605 300              | 887 000   | 68.2           | 250        | 250           |               | 2421                     |                      |            |            | 181        |
| 1990                                                                            | 740 611              | 998 053   | 74.2           | 231        | 231           |               | 3206                     |                      |            |            | 181        |
| 1999                                                                            | 612 642              | 1 050 639 | 58.3           | 345        | 285           | 60            | 1775                     | 2                    | 129        | 348        | 202        |
| 2000                                                                            | 616 343              | 1 066 127 | 57.8           | 359        | 303           | 56            | 1716                     | 2                    | 102        | 239        | 203        |
| 2001                                                                            | 608 260              | 1 045 146 | 58.2           | 384        | 319           | 65            | 1584                     | 2                    | 134        | 366        | 203        |
| 2002                                                                            | 676 333              | 1 118 295 | 60.5           | 396        | 333           | 63            | 1707                     | 2                    | 127        | 371        | 204        |
| 2003                                                                            | 678 174              | 1 120 136 | 60.5           | 403        | 342           | 61            | 1682                     | 2                    | 120        | 349        | 206        |
| 2004                                                                            | 678 174              | 1 118 295 | 60.6           | 404        | 348           | 56            | 1678                     | 2                    | 116        | 340        | 207        |
| 2006                                                                            | 678 170              | 1 111 132 | 61.0           | 447        | 382           | 65            | 1517                     | 3                    | 99         | 364        | 210        |
| 2013                                                                            | 677 000              | 1 153 505 | 58.7           | 479        | 394           | 85            | 1413                     | 3                    | 107        | 328        | 216        |
| 2016                                                                            | 679 000              | 1 157 600 | 58.7           | 480        | 389           | 91            | 1414                     | 3                    | 104        | 302        | 219        |
| 2019                                                                            | 677 600              | 1 155 200 | 58.7           | 488        | 405           | 83            | 1388                     | 3                    | 100        | 280        | 219        |
| Fuente: Catholic-Hierarchy, que a su vez toma los datos del Anuario Pontificio. |                      |           |                |            |               |               |                          |                      |            |            |            |

## Episcopologio
- Andrej (André) Szabó † (20 de agosto de 1804-28 de septiembre de 1819 falleció)
- Štefan (István) Čech (Csech) † (8 de enero de 1821-4 de junio de 1831 falleció)
- Imrich Palugyay † (24 de febrero de 1832-18 de febrero de 1839 nombrado obispo de Nitra)
- Anton Ocskay † (18 de febrero de 1839-11 de septiembre de 1848 falleció)
- Jozef Kunszt † (20 de mayo de 1850-15 de marzo de 1852 nombrado arzobispo de Kalocsa)
- Ignác Fábry † (15 de marzo de 1852-26 de junio de 1867 falleció)
- Ján Perger † (13 de marzo de 1868-5 de abril de 1876 falleció)
- Konštantín Schuster † (1 de julio de 1877-17 de marzo de 1887 nombrado obispo de Vác)
- Zigmund Bubics † (30 de mayo de 1887-22 de mayo de 1907 falleció)
- Augustín Fischer-Colbrie † (22 de mayo de 1907 por sucesión-17 de mayo de 1925 falleció)
  - Sede vacante (1925-1939)[10]
- Stefan Madarász † (19 de julio de 1939-8 de agosto de 1948 falleció)
  - Sede vacante (1948-1990)[11]
- Alojz Tkác (14 de febrero de 1990-4 de junio de 2010 retirado)
- Bernard Bober, desde el 4 de junio de 2010